# دانتون ابی ۳
دانتون ابی ۳ (به انگلیسی: Downton Abbey 3) یک فیلم درام تاریخی به کارگردانی سایمن کورتیس بر اساس فیلمنامه‌ای از جولین فلوز است. این فیلم دنباله‌ای بر فیلم دانتون ابی ۲ (۲۰۲۲) و سومین فیلم از مجموعه فیلم‌های دانتون ابی محسوب می‌شود.
این فیلم قرار است در تاریخ ۱۲ سپتامبر ۲۰۲۵ در سینماها اکران شود.

## ساخت
فیلمبرداری در ۱۳ مه ۲۰۲۴ آغاز شد و در اوت به پایان رسید.